# Nekromantik

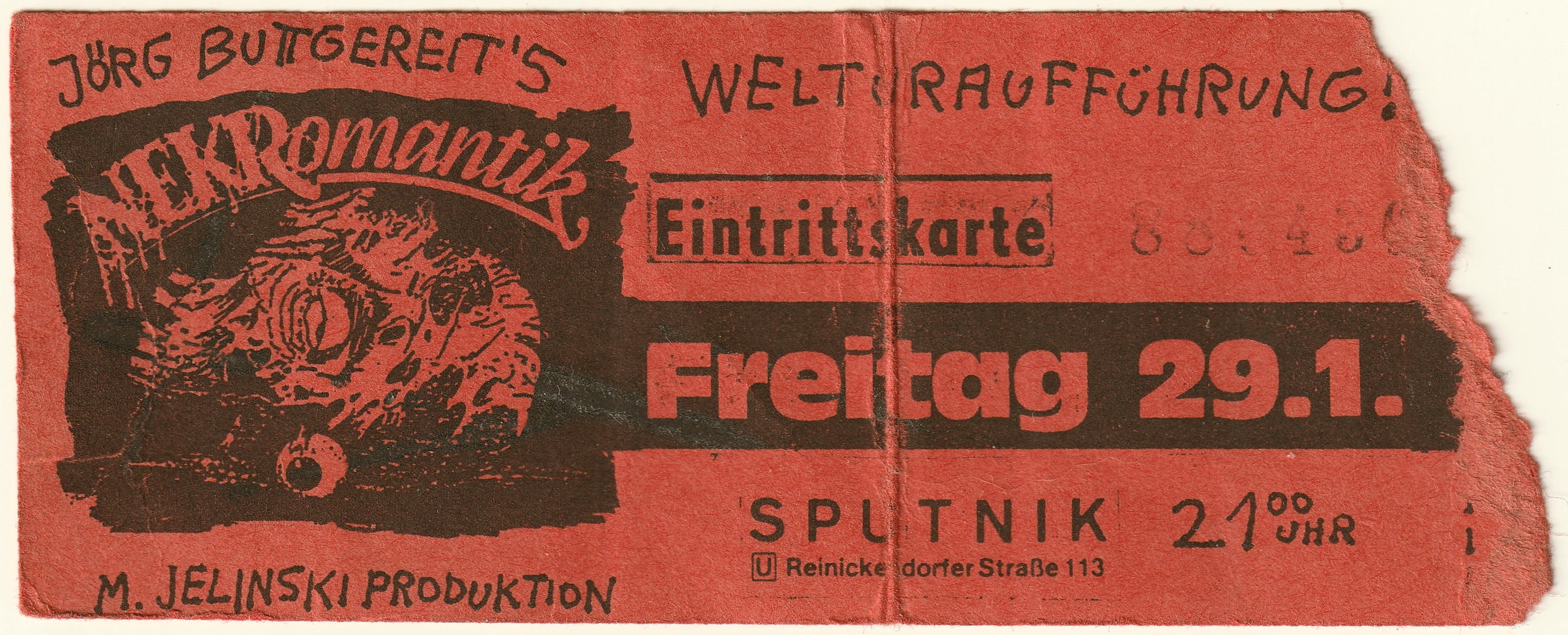
Entrada pel primer visionat de la pel·lícula. 29 de gener de 1988.

Nekromantik és una pel·lícula d'explotació de terror alemanya de 1987 coescrita i dirigida per Jörg Buttgereit. Les seves imatges controvertides sobre necrofília, prohibides en diversos països, l'han convertit en una pel·lícula de culte.

## Argument
La pel·lícula comença de nit amb una dona orinant al costat d'una carretera que puja a un cotxe conduït pel seu marit i marxen. L'endemà es descobreixen els seus cadàvers: l'home dins del vehicle i la dona fora amb cos tallat per la meitat.

## Producció
Buttgereit havia dirigit anteriorment migmetratges en format Super-8 però Nekromantik va ser el seu primer llargmetratge. Buttgereit i el coguionista Franz Rodenkirchen van concebre el concepte bàsic de la pel·lícula mentre discutien sobre la relació entre l'amor, el sexe i la mort, atès que la idea de connectar un orgasme amb el moment de la mort com si algú gaudís de la seva pròpia mort formava part del seu plantejament inicial.
La pel·lícula es va realitzar amb un pressupost escàs i amb efectes especials domèstics, i fa ús d'intestins d'animals i de globus oculars de porcs. L'escena del conill empra imatges documentals d'un criador real de conills. La música original de la pel·lícula va ser composta per Hermann Kopp, Bernd Daktari Lorenz i John Boy Walton.

## Anàlisi
Segons el crític de cinema Bartlomiej Paszylk, la pel·lícula reïx en la tècnica del cinema amateur mitjançant l'ús d'unes interpretacions pobres i una cinematografia pèssima. Allò que va convertir Nekromantik en una pel·lícula de visionat obligat per als aficionats al cinema de terror van ser les escenes arriscades que trencaven tabús i l'escenificació repugnant. Segons Kris Vander Lugt, es tracta d'una barreja d'elements de diversos gèneres: cinema gore, sèrie B, comèdia negra i porno tou. El títol en si ja implica una barreja de mort i romanticisme que es manifesta com una oda a la necrofília i un atac a les convencions de la moral burgesa.
El protagonista, Rob, es representa com un membre típic de la classe treballadora alemanya. D'altra banda, l'empresa que el contracta té al·lusions feixistes en el seu nom i emblema. Quan Rob perd la feina la seva relació afectiva amb Betty també s'acaba i el renya per la seva manca de diners i de virilitat.
La pel·lícula que hi apareix és una pel·lícula slasher: mentre un assassí amb un ganivet es recrea en la seva víctima femenina, el públic insensibilitzat de la sala de cinema sembla avorrit, es besen o acaricien, mengen o parlen durant una escena de tortura misògina com a prova de la seva manca d'empatia. L'escena del suïcidi és una representació del masoquisme extrem, però també conclou la història de la disfunció sexual del personatge, la crisi existencial i l'aïllament social. Rob no és només una persona amb un fetitxe pels morts, sinó que fracassa constantment en les seves relacions amb els vius.
Nekromantik va desafiar els estàndards de la censura cinematogràfica de l'Alemanya Occidental. D'ençà el 1984 totes les pel·lícules de terror que hi eren estrenades s'havien editat abans per a eliminar escenes violentes, tant al cinema com en vídeo, com li va passar a El dia dels morts (1985), i un total de 32 pel·lícules van ser directament prohibides com ara The Texas Chain Saw Massacre (1974), Mother's Day (1980) o Possessió infernal (1981). Els creadors de Nekromantik no van enviar la pel·lícula per a la revisió del Freiwillige Selbstkontrolle der Filmwirtschaft i van posar la pel·lícula a disposició exclusiva del públic adult.
La pel·lícula també es va percebre com una al·legoria de la sida i la necessitat de practicar sexe segur. No va ser fins a l'escàndol de la seqüela Nekromantik 2 (1991) que les autoritats alemanyes van prohibir temporalment la venda per correu de la pel·lícula original. John Waters va considerar Nekromantik «la primera pel·lícula eròtica per a necròfils».